# Umianowice (stacja kolejowa)
Umianowice – wąskotorowa stacja kolejowa Świętokrzyskiej Kolei Dojazdowej znajdująca się we wsi Umianowice, w gminie Kije w powiecie pińczowskim w województwie świętokrzyskim, w Polsce.
Drewniany budynek stacji został wpisany do rejestru zabytków nieruchomych jako część Jędrzejowskiej Kolei Dojazdowej (nr rej.: A/637/1-2 z 20.02.1995).